# Jon Pertwee
John Devon Roland Pertwee (Chelsea, 7 juli 1919 - Sherman, 20 mei 1996) was een Brits acteur die vooral bekend is door zijn rol als de derde Doctor in de BBC-serie Doctor Who (1970-1974). Andere rollen die hij jarenlang op zich nam, waren die van 'chief petty officer' Pertwee in de radioserie The Navy Lark (1959-1977) en de titelrol in Worzel Gummidge (1979-1981 en 1987-1989).

## Biografie
Pertwee werd in 1919 geboren als zoon van acteur Roland Pertwee en Avice Scholtz. Na zijn middelbare school ging hij naar de Royal Academy of Dramatic Art. Tijdens de Tweede Wereldoorlog diende Pertwee in de Britse marine, eerst op het schip HMS Hood en later in de Naval Intelligence Division. 
Na de oorlog begon zijn carrière met de serie Waterlogged Spa, maar hij kreeg vooral succes met zijn rol van chief petty officcer Pertwee in The Navy Lark, een rol die hij achttien jaar zou spelen. In de jaren 1960 werd hij ook bekend als acteur in West End-stukken als There's a girl in my soup.
In 1970 nam Pertwee de rol van The Doctor in de tv-serie Doctor Who over van Patrick Troughton. Vijf seizoenen lang speelde Pertwee de derde incarnatie van de Doctor, goed voor 128 afleveringen, maar in 1974 besloot hij zich verder te focussen op het toneel en werd Tom Baker de vierde Doctor. Toch zou Pertwee verbonden blijven aan Doctor Who: in 1983 speelde hij mee in de special The Five Doctors (naar aanleiding van het 20-jarig bestaan van de reeks) en verder werkte hij ook mee aan de Children in Need-special Dimensions in Time, twee radioshows en het toneelstuk Doctor Who – The Ultimate Adventure. Een jaar voor zijn dood speelde hij opnieuw de derde Doctor in een fan-productie genaamd Devious. Beelden van deze fan-productie zijn later op DVD uitgebracht door de BBC.
Van 1974 tot 1978 presenteerde Pertwee tv-show Whodunnit?, waarna hij de titelrol van Worzel Gummidge ging vertolken op de Britse commerciële zender ITV (1979-1981) en later op de Nieuw-Zeelandse zender TVNZ (1987-1989). Ook in spin-offs als de musical en het album Worzel Gummidge Sings gaf Pertwee vorm aan de titelrol. 
Pertwees laatste filmrol was er een in de kortfilm Cloud Cuckoo (1994). Twee jaar later stierf hij op 76-jarige leeftijd aan een hartaanval.

## Privé
Pertwee was twee keer getrouwd: van 1955 tot 1960 met Jean Marsh en van 1960 tot zijn dood in 1996 met Ingeborg Rhoesa. Uit dat laatste huwelijk kwamen twee kinderen voort: Dariel (°1961) en Sean (°1964), die allebei ook acteur geworden zijn.
Hij was een neef van acteur Bill Pertwee bekend uit de serie Dad's army.
- Bibliothèque nationale de France: cb14046907w (data)
- Gemeinsame Normdatei: 12454777X
- International Standard Name Identifier: 0000 0000 6690 8485
- Library of Congress Control Number: n84200354
- MusicBrainz: a9ca8200-d1ba-467b-b2e5-fe3947d9eca5
- Nationale Bibliotheek van Israël: 987007456732705171
- Système universitaire de documentation: 220417571
- Trove: 1214129
- Virtual International Authority File: 94346626
- WorldCat: E39PBJpypFHJQWvWwQDkJwfcyd